# Open Nederlandse kampioenschappen marathonschaatsen op natuurijs 2024
De Open Nederlandse kampioenschappen marathonschaatsen op natuurijs 2024 was de achttiende wedstrijd van het Marathonseizoen en voor de negenentwintigste keer werd er gestreden om de Open Nederlandse kampioenschappen marathonschaatsen op natuurijs titel. De wedstrijd voor de mannen en vrouwen op zaterdag 27 januari op de Weissensee. De wedstrijd maakt geen deel uit van de zes Grand Prix-wedstrijden, wat betekent dat de uitslag niet meetelt in het algemeen klassement. Wel staan er de Nederlandse titels op natuurijs op het spel. De masters schaatste 60 kilometer, de mannen 150 kilometer en de vrouwen 100 kilometer. 
Daan Gelling won de wedstrijd bij de mannen. Gelling was na 150 kilometer sneller dan zijn twee medevluchters en pakte zo de titel. Chiel Smit was achter Gelling goed voor het zilver, brons ging naar Ronald Haasjes die derde werd. Kunstijskampioen Luc ter Haar probeerde in de slotfase nog met een indrukwekkende jump de oversteek naar de kop de maken maar strandde op acht seconde als vierde. Bij de vrouwen won Merel Bosma die zo haar langverwachte eerste overwinning op natuurijs behaalde. Bosma die na dit seizoen afscheid neemt van het marathonschaatsen kon juichen na een solo van 25 kilometer. Elsemieke van Maaren won op twee minuten van haar ploeggenote de sprint van het peloton om het zilver, Ineke Dedden maakte het feest van het team van ploegleider Eelco Kooistra compleet met het brons en zo was er een geheel BDM-BTZ podium.

## Tijdschema
| Datum                    | Tijd (CET) | Onderdeel |
| ------------------------ | ---------- | --------- |
| Zaterdag 27 januari 2024 | 07:30      | Vrouwen   |
| Zaterdag 27 januari 2024 | 07:32      | Mannen    |

## Podia
| Klasse              | Eerste       | Tweede               | Derde          |
| ------------------- | ------------ | -------------------- | -------------- |
| Top-divisie mannen  | Daan Gelling | Chiel Smit           | Ronald Haasjes |
| Top-divisie vrouwen | Merel Bosma  | Elsemieke van Maaren | Ineke Dedden   |

## Uitslag Top-divisie mannen[2]
| #      | Rijder               | Nationaliteit | Ploeg                           |
| ------ | -------------------- | ------------- | ------------------------------- |
| Goud   | Daan Gelling         | Nederland     | Royal A-ware                    |
| Zilver | Chiel Smit           | Nederland     | Sprog                           |
| Brons  | Ronald Haasjes       | Nederland     | Team Reggeborgh                 |
| 4      | Luc ter Haar         | Nederland     | Bouwselect / De Haan Westerhoff |
| 5      | Jordy Harink         | Nederland     | Royal A-ware                    |
| 6      | Christian Haasjes    | Nederland     | Sprog                           |
| 7      | Harm Visser          | Nederland     | Jumbo-Visma                     |
| 8      | Jeroen Janissen      | Nederland     | OKAY/Interfarms                 |
| 9      | Crispijn Ariëns      | Nederland     | Team Reggeborgh                 |
| 10     | Sjoerd den Hertog    | Nederland     | Royal A-ware                    |
| 11     | Niels Overvoorde     | Nederland     | Sportchaletviehhofen.at         |
| 12     | Marco van der Tuin   | Nederland     | A6.nl / KMC                     |
| 13     | Kevin van der Horst  | Nederland     | OKAY/Interfarms                 |
| 14     | Homme Jan de Groot   | Nederland     | Bouwselect / De Haan Westerhoff |
| 15     | Miguel Bravo         | Portugal      | A6.nl / KMC                     |
| 16     | Niels Immerzeel      | Nederland     | VGR Sport / Mechan Groep        |
| 17     | Ruben Ligtenberg     | Nederland     | OKAY/Interfarms                 |
| 18     | Stefan Wolffenbuttel | Nederland     | OKAY/Interfarms                 |
| 19     | Willem Hoolwerf jr.  | Nederland     | Sportchaletviehhofen.at         |
| 20     | Christiaan Hoekstra  | Nederland     | Sportchaletviehhofen.at         |

150 kilometer
4:10:39uur (gem. 1002,6sec) 35,9km/h

## Uitslag Top-divisie vrouwen[3]
| #      | Rijder                 | Nationaliteit | Ploeg                            |
| ------ | ---------------------- | ------------- | -------------------------------- |
| Goud   | Merel Bosma            | Nederland     | BDM-BTZ                          |
| Zilver | Elsemieke van Maaren   | Nederland     | BDM-BTZ                          |
| Brons  | Ineke Dedden           | Nederland     | BDM-BTZ                          |
| 4      | Beau Wagemaker         | Nederland     | PGM Bakker                       |
| 5      | Janne Berkhout         | Nederland     | Van Ramshorst Renault            |
| 6      | Hilde Noppert          | Nederland     | Bouwbedrijf De Vries             |
| 7      | Femke Mossinkoff       | Nederland     | Van Ramshorst Renault            |
| 8      | Loesanne van der Geest | Nederland     | PGM Bakker                       |
| 9      | Tjilde Bennis          | Nederland     | Turner                           |
| 10     | Arianna Pruisscher     | Nederland     | Team Albert Heijn Zaanlander     |
| 11     | Jet Fransen            | Nederland     | Wokke Vastgoed                   |
| 12     | Olin Verhoog           | Nederland     | Haak powered by OCRE             |
| 13     | Iris van der Stelt     | Nederland     | PEER racefietsen Wijk en Aalburg |
| 14     | Dieuwertje van Kalken  | Nederland     | Turner                           |
| 15     | Liesbeth Veen-Milatz   | Nederland     | Leontienhuis                     |
| 16     | Bente Kerkhoff         | Nederland     | Team Albert Heijn Zaanlander     |
| 17     | Yvonne Nauta           | Nederland     | A6.nl / KMC                      |
| 18     | Eline van Voorden      | Nederland     | PGM Bakker                       |
| 19     | Muriël Meijer          | Nederland     | Haak                             |
| 20     | Heleen Docter          | Nederland     | Fortune Coffee                   |

60 kilometer
1:41:17uur (gem. 506,4sec) 35,5km/h

Marathon Cup 1 · 
Marathon Cup 2 · 
Marathon Cup 3 ·
Marathon Cup 4 · 
Marathon Cup 5 · 
Marathon Cup 6 · 
Marathon Cup 7 · 
Marathon Cup 8 · 
Staatsloterij Schaatsmarathon · 
Marathon Cup 9 · 
NK kunstijs · 
Marathon Cup 10 · 
Eerste schaatsmarathon op natuurijs · 
Tweede schaatsmarathon op natuurijs · 
Marathon Cup 11 · 
Marathon Cup 12 · 
Grand Prix 1 · 
Open NK natuurijs · 
Grand Prix 2 · 
Grand Prix 3 ·
Marathon Cup 13 ·
Marathon Cup 14 · 
Grand Prix 4 · 
Grand Prix 5 · 
Grand Prix 6 ·  
Marathon Cup 15
Klassementen: KNSB Cup ·
Jongeren · 
Ploegen ·
Grand Prix ·
Club-assistent Brabantcup ·
Natuurijs vierdaagse
Lijst van schaatsmarathonrijders 2023/2024